# Хесс, Сандра
Сандра Хесс (англ. Sandra Hess, род. 27 марта 1968 года, Цюрих, Швейцария) — американская актриса и фотомодель. Известна благодаря роли Сони Блейд в фильме «Смертельная битва 2: Истребление».

## Биография
Родилась 27 марта 1968 года в Цюрихе, Швейцария.
Начала работать моделью и сниматься в телевизионной рекламе, когда ей было 15 лет. После окончания школы она поступила в Цюрихский университет для того, чтобы изучать право, но до завершения обучения она переехала в США, чтобы построить свою актёрскую карьеру.
Разговаривает на многих языках: английском, немецком, французском, а также швейцарско-немецком языке и итальянском.
Устроившись жить в Лос-Анджелесе, Хесс начала брать уроки актёрского мастерства. Её первым фильмом был «Замороженный калифорниец». Позже она сыграла роль Сони Блейд в художественном фильме «Смертельная битва 2: Истребление» (заменив актрису Бриджитт Уилсон из первого фильма).
Также она снималась в телефильме «Обезглавить Гидру» и сериалах «Золотые крылья Пенсаколы», «Лоис и Кларк: Новые приключения Супермена», «Подводная Одиссея», Скользящие и «C.S.I.: Место преступления».

## Личная жизнь
Занимается йогой. С 2009 года замужем за актёром Майклом Трукко (род. 22 июня 1970).

## Фильмография
| Год       |     | Русское название                          | Оригинальное название                        | Роль                        |
| --------- | --- | ----------------------------------------- | -------------------------------------------- | --------------------------- |
| 1992      | ф   | Замороженный калифорниец                  | Encino Man                                   | пещерная девушка            |
| 1993      | кор | Большой концерт                           | The Big Gig                                  | Сэнди                       |
| 1994      | ф   | Под угрозой                               | Endangered                                   | Кейт                        |
| 1994      | с   | —                                         | Blue Skies                                   | Тай                         |
| 1995      | с   | Подводная одиссея                         | seaQuest DSV                                 | доктор Карен Соммерс        |
| 1995      | с   | Лоис и Кларк: Новые приключения Супермена | Lois & Clark: The New Adventures of Superman | Лиза Рокфорд                |
| 1996      | с   | Ночи Малибу                               | Baywatch Nights                              | Ники Шехтер                 |
| 1996      | ф   | —                                         | Beach House                                  | Алекс                       |
| 1996      | с   | Прилив                                    | High Tide                                    | Мэри Макадамс               |
| 1996      | тф  | Повелитель зверей 3: Глаз Браксуса        | Beastmaster III: The Eye Of Braxus           | Шада                        |
| 1997      | ф   | Ночное дежурство                          | Nightwatch                                   | студентка                   |
| 1997      | ф   | Смертельная битва 2: Истребление          | Mortal Kombat: Annihilation                  | Соня Блейд                  |
| 1998      | с   | Горец                                     | Highlander: The Series                       | Риган                       |
| 1998      | тф  | Обезглавить Гидру                         | Nick Fury: Agent of Shield                   | Андреа фон Штрукер / Вайпер |
| 1998      | с   | Скользящие                                | Sliders                                      | Марта                       |
| 1998—2000 | с   | Золотые крылья Пенсаколы                  | Pensacola: Wings of Gold                     | Айс                         |
| 2000      | с   | Титаны                                    | Titans                                       | Марго Дюпри                 |
| 2001      | с   | 18 колес правосудия                       | 18 Wheels of Justice                         | Кейти Колдуэлл              |
| 2001      | ф   | —                                         | Face Value                                   | Кейт Нельсон                |
| 2003      | с   | C.S.I.: Место преступления                | CSI: Crime Scene Investigation               | Мэнди Клайнфилд             |
| 2003      | с   | Матрица: Угроза                           | Threat Matrix                                | Симон Бенуа                 |
| 2004      | в   | Гаргульи                                  | Gargoyle                                     | Дженнифер Уэллс             |
| 2005      | с   | Женщина-президент                         | Commander in Chief                           | Патя Харкова                |
| 2006      | с   | Молодые и дерзкие                         | The Young and the Restless                   | Кара Людвиг                 |
| 2006      | ф   | В одну сторону                            | One Way                                      | доктор Эвелин Сейдж         |
| 2006      | с   | Акула                                     | Shark                                        | Уитни                       |
| 2006—2007 | с   | Морская полиция: Спецотдел                | NCIS                                         | Реджин Шмидт                |
| 2007      | тф  | —                                         | The World According to Barnes                | миссис Прайор               |
| 2008      | ф   | Удивительная сила                         | Remarkable Power                             | Синтия Уэст                 |
| 2008      | ки  | —                                         | CSI: NY                                      | Элизабет Фергюсон           |
| 2008      | с   | Главный госпиталь                         | General Hospital                             | Саша Донев                  |
| 2010      | с   | Ясновидец                                 | Psych                                        | Светлана Прогойович         |
| 2012      | с   | C.S.I.: Место преступления Нью-Йорк       | CSI: NY                                      | Элизабет Фергюсон           |